# Пљоснокљуна спрутка
Пљоснокљуна спрутка (лат. Calidris falcinellus) је мала птица водених станишта. Научно име је из латинског. Специфично име *falcinellus* потиче од речи *falx, falcis*, што значи „ срп “. Нека истраживања сугеришу да би се она и неке сродне врсте могле сврстати у посебан род, *Philomachus*, који тренутно није признат као валидан.

## Опис
Пљоснокљуна спрутка је мали спрудник, нешто мања од црнотрбе спрутке, али са дужим, равнијим кљуном и краћим ногама. Одрасла јединка током размножавања има тамносиве горње делове тела са шарама и беле доње делове тела са црнкастим ознакама на грудима. Има бледу крунску пругу и обрве.
Током бореалне зиме, бледо су сиве одозго, а беле одоздо, попут зимска црнотрба спрутка, али задржавају шару на глави. Млади имају леђа, слична младим црнотрбим спруткама, али су им бели бокови и стомак и груди са смеђим пругама карактеристични.

## Распрострањеност и станиште
Пљоснокљуна спрутка је снажно миграторна птица, проводећи сезону негнежђења од крајњег истока Африке, преко јужне и југоисточне Азије до Аустралазије. Веома је друштвена и формираће јата са другим сколопацидним спрудницима, посебно са црнотрбим спруткама . Упркос свом европском подручју гнежђења, ова врста је ретка приликом преласка у западну Европу, вероватно због југоисточне миграционе руте.
Гнездилиште ове птице су влажне тајге у арктичкој северној Европи и Сибиру. Мужјак изводи ваздушни приказ током удварања. Гнезде се у удубљењу у земљи, полажући 4 до јаја .
Хране се у меком блату на мочварама и обали, углавном узимајући храну прегледом терена. Углавном једу инсекте и друге мале бескичмењаке.

## Статус
Ова врста има широк спектар распрострањености и велику популацију, али глобални трендови популације показују знаке опадања које вероватно прелазе 30% у последње три генерације, па је Међународна унија за заштиту природе и природних ресурса класификовала ову врсту као „ рањиву“.
Пљоснокљуна спрутка је једна од врста на коју се примењује Споразум о очувању афричко-евроазијских птица селица водених станишта (AEWA).